# Valeriu Gurbulea
Valeriu Gurbulea (n. 22 noiembrie 1965, Glinjeni, raionul Fălești, RSS Moldovenească, URSS) este un procuror din Republica Moldova, care a îndeplinit funcția de procuror general al Republicii Moldova în 2007-2009.

## Copilărie și studii
Valeriu Gurbulea s-a născut în satul Glinjeni, raionul Fălești. A absolvit Universitatea de Stat din Moldova în 1991.

## Carieră
Între 1 august 1991 și 28 aprilie 1992 Gurbulea a fost stagiar în procuratura raionului Lenin, municipiul Chișinău. Ulterior, până la 7 octombrie 1992 a fost ajutor al procurorului în aceeași instituție, redenumită între timp în procuratura sectorului Centru. Tot acolo, de la 7 octombrie 1992 până la 30 aprilie 1997 a fost ajutor superior al procurorului, ulterior până la 24 noiembrie 1998 adjunct al procurorului. A urmat o perioadă – până la 17 iulie 2001 – în care a fost adjunct al procurorului municipiului Chișinău.
În 2001-2004 Gurbulea a fost secretar al Consiliului Suprem de Securitate, iar de la 19 februarie 2004 a fost prim adjunct al Procurorului General. A fost confirmat ca membru al Colegiului Procuraturii prin Hotărârea Parlamentului nr. 34-XV din 19 februarie 2004.
În perioada 8 februarie 2007 – 2 octombrie 2009 a ocupat funcția de procuror general al Republicii Moldova.
Gurbulea predă în limba rusă drept penal la Universitatea Liberă Internațională din Moldova și, conform propriilor declarații, oferă servicii de consultanță unei întreprinderi.